# Salomon Eberhard Henschen
Salomon Eberhard Henschen (ur. 28 lutego 1847 w Uppsali, zm. 16 grudnia 1930 w Sztokholmie) – szwedzki lekarz. Studiował w Uppsali i Sztokholmie, licencjat uzyskał w 1877 roku, doktorem medycyny został w 1880 roku. Wprowadził do medycyny pojęcia akalkulii.

## Wybrane prace
- Studier öfver hufvudets neuralgier. Uppsala 1881
- Klin. u. anat. Beiträge zur Pathologie des Gehirns. Uppsala 1890-96
- Behandlung der Erkrankung des Gehirns (f. Handb. d. Ther., hrsg. v. Penzoldt u. Stintzing).